# Käärijä
Jere Pöyhönen (født 21. oktober 1993 i Helsinki, Finland), kendt under kunstnernavnet Käärijä, er en finsk rapper, sanger og sangskriver.
I 2020 udgav han sit debutalbum Fantastista, og i 2023 vandt han den finske sangkonkurrence Uuden Musiikin Kilpailu med sangen "Cha Cha Cha". Han vil repræsenterede Finland med samme sang i Eurovision Song Contest 2023.